# Хенриета-Анна Стюарт
Хенриета-Анна Стюарт, херцогиня на Орлеан (26 юни 1644 – 30 юни 1670), е най-малката дъщеря на английския крал Чарлз I и Хенриета-Мария Бурбон-Френска. Омъжена е за Филип I Орлеански, брат на френския крал Луи XIV.

## Живот
Хенриета е родена в град Ексетър в разгара на Английската революция. Две седмици след раждането ѝ майка ѝ заминава за Франция, оставяйки малката Хенриета на грижите на графиня Мортон. Хенриета (втората част от името Анна тя получава, след като е кръстена по католически обред) не се събира с майка си в следващите две години. След като Чарлз I, бащата на Хенриета-Анна, е екзекутиран през 1649 г., лейди Мортон отвежда Хенриета във Франция, в двора на братовчед ѝ Луи XIV.
На 17-годишна възраст Хенриета-Анна се омъжва за първия си братовчед – орлеанския херцог Филип I Орлеански, брат на френския крал Луи XIV. Сватбата е отпразнувана в Пале Роял в Париж на 31 март 1661 г. Бракът им обаче се оказва несполучлив, тъй като Филип има открити предпочитания към кавалерите от своя антураж.
Луи XIV е силно превързан към снаха си, поради което много смятат, че двамата са любовници. Дълбоката скръб на краля след трагичната смърт на Хенриета-Анна, по-голяма дори от тази на Филип, подхранва тези слухове. Обиден, Филип започва да ревнува съпругата си и да парадира пред нея със своите любовници от мъжки пол.
Във френския двор Хенриета-Анна става по-популярна дори от съпруга си. Известна е като красиво и добросърдечно момиче, което обича да флиртува. Скоро тя привлича вниманието на девера си. За да прикрият взаимното си привличане от майката на краля и съпругата му, Хенриета и Луи измислят версията, че кралят търси компанията на снаха си, за да се добере до придворната ѝ дама – мадам Луиза дьо Валие. По-късно Хенриета разбира, че измамата е била толкова успешна, че кралят наистина започнал връзка с Дьо Валие. С неохота и огорчение Хенриета отстъпва. По-късно тя си хваща за любовник едно от по-ранните завоевания на съпруга си – граф Дьо Гиш.
Въпреки разногласията между двамата съпрузи, от брака на Хенриета-Анна и Филип I Орлеански се раждат четири деца:
- Мария-Луиза Орлеанска, кралица на Испания
- Филип-Шарл, херцог Дьо Валоа
- дъщеря, починала рано
- Анна-Мария Орлеанска, кралица на Сардиния и Сицилия

Според слуховете кралят е истинският баща на двете дъщери на Хенриета-Анна.
Отношенията между Хенриета-Анна и съпруга ѝ се обтягат допълнително заради огромното влияние, което упражнявали върху херцога неговите млади и амбициозни любовници и особено един от тях – принц Дьо Лорейн-Арманмарк. През 1670 по молба на Хенриета кралят заповядва принц Дьо Лорейн-Арманмарк да бъде затворен близо до Лион, по-късно в замъка Иф, а накрая го прогонва в Рим. Острите протести и молбите на Филип Орлеански обаче принуждават краля да повика обратно принца в антуража на орлеанския херцог.
Хенриета-Анна е известна и с близките отношения и постоянната кореспонденция, които поддържа с брат си – крал Чарлз II. Благодарение на общите им усилия през 1670 между Англия и Франция е сключен тайният договор от Доувър, който представлява отбранително-настъпателен алианс между двете страни. Когато посещава брат си в Доувър, Хенриета-Анна го запознава с придворната си дама Луиза дьо Керуал, в която кралят се влюбва. След смъртта на Хенриета-Анна, Луиза става любовница на Чарлз II, който я назначава за придворна дама на съпругата си.
Хенриета-Анна умира в Шато дьо Сен Клод край Париж на 30 юни 1670 г., две седмици след сключването на договора от Доувър. Според слухове херцогинята е отровена от любовника на съпруга си, принц Дьо Лорейн-Арманмарк. Извършената аутопсия обаче доказва, че Хенриета-Анна е умряла от перитонит, причинен от перфорирана язва. След смъртта ѝ Филип Орлеански се жени повторно за Елизабет Шарлота фон дер Пфалц.